# Sybil Elgar
Sybil Elgar, née le 10 juin 1914 et décédée le 8 janvier 2007, est la première enseignante spécialisée dans l'enseignement aux autistes au Royaume-Uni.

## Biographie
En 1962, elle créé une école pour enfants autistes dans le sous-sol de sa maison à Londres. Puis, elle participe à la fondation de la National Autistic Society, première école pour autistes et qui sera renommée plus tard l'École Sibyl Elgar en son honneur. En 1974, Elgar et quelques parents d'élèves fondent la première résidence dédiée aux adultes autistes à Somerset Court dans Brent Knoll,. Elle est faite membre de l'ordre de l'Empire britannique en 1975.
Elle prend sa retraite en 1984 et décède le 8 janvier 2007 à l'âge de 92 ans.